# Coloradoørkenen
Coloradoørkenen er en del af den større Sonoraørken i den sydvestlige del af USA og det nordøstlige Mexico. Coloradoørkenen omfatter godt 40.000 km² øst for Los Angeles og San Diego. Ørkenen strækker sig fra San Bernardino Mountains mod øst og sydøst til Coloradofloden som har lagt navn til området. Mod vest ligger San Jacinto Mountains og Santa Rosa Mountains.
Coloradoørkenen omfatter blandt andet de kunstig vandede Coachella Valley og Imperial Valley.